# Unterzoegersdorf soviético
Unterzoegersdorf soviético (em alemão:  Sowjet-Unterzögersdorf) é um país fictício criado pelo grupo de arte/tecnologia/teoria monocromático. É a "última república appanage existente da URSS", localizada dentro da República da Áustria. Unterzögersdorf é parcialmente baseado em uma vila existente bem conhecida por Johannes Grenzfurthner, o criador do conceito.